# Barbara Okuła
 (juillet 2024).
Barbara Okuła, née le 4 décembre 1973 à Siemiatycze, est une personnalité politique polonaise.

## Biographie
Barbara Okuła, née le 4 décembre 1973 à Siemiatycze, est députée depuis le 12 novembre 2023.